# 东突厥斯坦
東突厥斯坦（維吾爾語：شەرقىي تۈركىستان‎，拉丁维文：Sherqiy Türkistan，羅馬化：Shyǵystyq Turkystan），即突厥斯坦的东部地区，其具体的地理范围在不同时期、不同文献中各有不同，一般指塔里木盆地一带或今中华人民共和国新疆维吾尔自治区南部与中部，甚至整个新疆维吾尔自治区。
“东突厥斯坦”一词最早于18世纪中叶由“突厥斯坦”衍生而来，是西方旅行家、地理学家用于描述塔里木盆地一带的地理概念之一，19世纪初因俄国汉学家的使用而传播开来。1930年代，“东突厥斯坦”成为新疆內說突厥语族语言、信仰伊斯兰教的人抗議中国政府當局的战斗口号，并先后建立了东突厥斯坦伊斯兰共和国和东突厥斯坦共和国两个政权。20世纪末，受泛伊斯蘭主義和泛突厥主义影响，新疆再度出现分离主义情绪，其用“东突厥斯坦”指代中国新疆或他们希望在新疆与中亚各国建立的政教合一的独立伊斯兰国家。中国官方则反对使用该词指代新疆，认为使用该词是对中国主权的挑衅。

## 应用情况

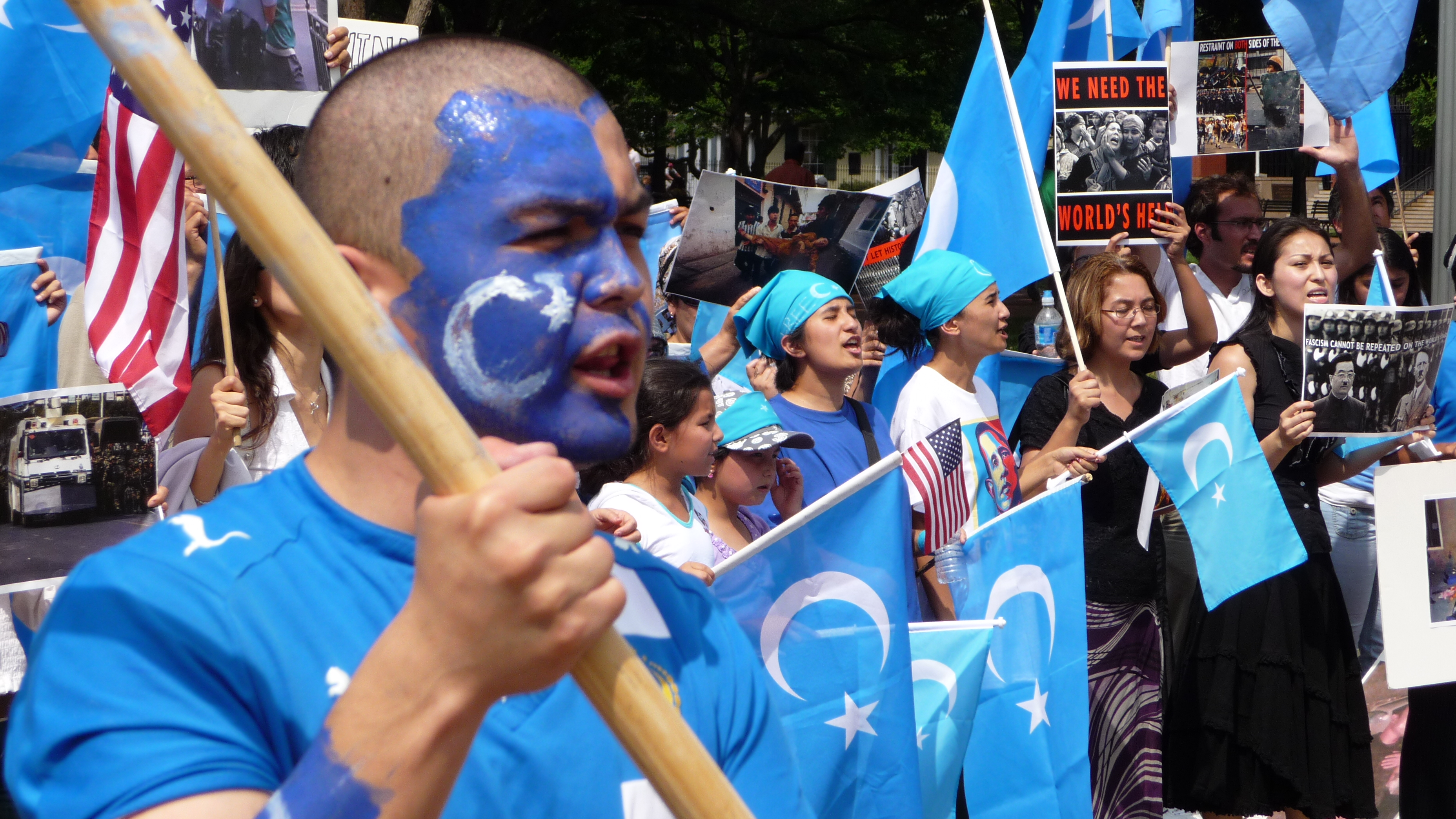
“东突厥斯坦”多被维吾尔族分离主义者及其支持者使用

“东突厥斯坦”一名的使用与政治议题紧密相关。由于中亚、新疆一带的民族多样性，当地的很多地名及地名对应的地域范围都充满争议性:v-vi。新疆历史上曾多次在中原王朝控制与当地民族政权之间变换。近代以来，追求独立者往往抵制使用该地的官方及通用名称“新疆”（维吾尔语：شىنجاڭ / Shinjang，哈萨克语：شىنجاڭ / Shynjang）。
分离主义者用“东突厥斯坦”代指整个新疆或他们希望在新疆建立的独立国家。如果不从专有名词，而是从字面含义考虑，“新疆”意为“新的边疆”，因此“东突厥斯坦”称谓的支持者认为“新疆”一名过于傲慢自大；但也有学者认为新疆对于当时将之命名为“新疆”的清朝来说就是新领土，没有必要改名。
“维吾尔斯坦”也被分离主义者用作新疆或期望的独立国家的称谓。但他们在应该使用“东突厥斯坦”还是“维吾尔斯坦”上并无共识。“东突厥斯坦”的优势是曾于1933年至1934年间被东突厥斯坦伊斯兰共和国、1944年至1946年间被东突厥斯坦共和国等两个分裂政权使用过，而“维吾尔斯坦”则更符合分离主义者民族自决的诉求。历史上，“维吾尔斯坦”曾被用来指代新疆东北部的绿洲地区，也就是哈密、吐鲁番一带。“维吾尔斯坦”一名暗含着对非维吾尔族的所有其他民族的排斥，而新疆自古就是一个多民族地区，除了维吾尔族，还生活有汉族、蒙古族、哈萨克族、回族等其他民族。不过“东突厥斯坦独立运动”主要参与者多为出身南疆的维吾尔族，而哈萨克族、乌孜别克族、塔吉克族、回族等穆斯林民族，甚至新疆东部地区的维吾尔族都罕有参与。分离主义情绪在海外维吾尔社群中最为浓重，他们常常在自己的网站或者文学作品中使用“东突厥斯坦”一名，因此被称为“网络分离主义者”。
“中国突厥斯坦”一词曾是“东突厥斯坦”的同义词，但已不再使用，它因带有“中国”而被维吾尔分离主义者抵制 ，因带有“突厥斯坦”而被中国人抵制。
在中国，“东突厥斯坦”仅仅意味着旧时的西方帝国主义，曾经的东突厥斯坦伊斯兰共和国和东突厥斯坦共和国，以及现代的恐怖主义组织“东突厥斯坦伊斯兰运动”。中国政府常将东突厥斯坦伊斯兰运动、东突厥斯坦解放组织等多个分离主义组织的暴力活动，总称其来自“东突恐怖组织”。历史上“东突厥斯坦”的定义多种多样并且含糊不清，但无论是自然地理上，还是人文地理上与现在新疆的范围均不相同。因此，中国外交代表機構反对外国人使用“东突厥斯坦”一词，认为该词已经成为一个政治上的概念，而不再是一个简单的历史概念或地理概念，使用该词代表着对中国主权的挑衅。

## 该词历史

### 新疆早期地名

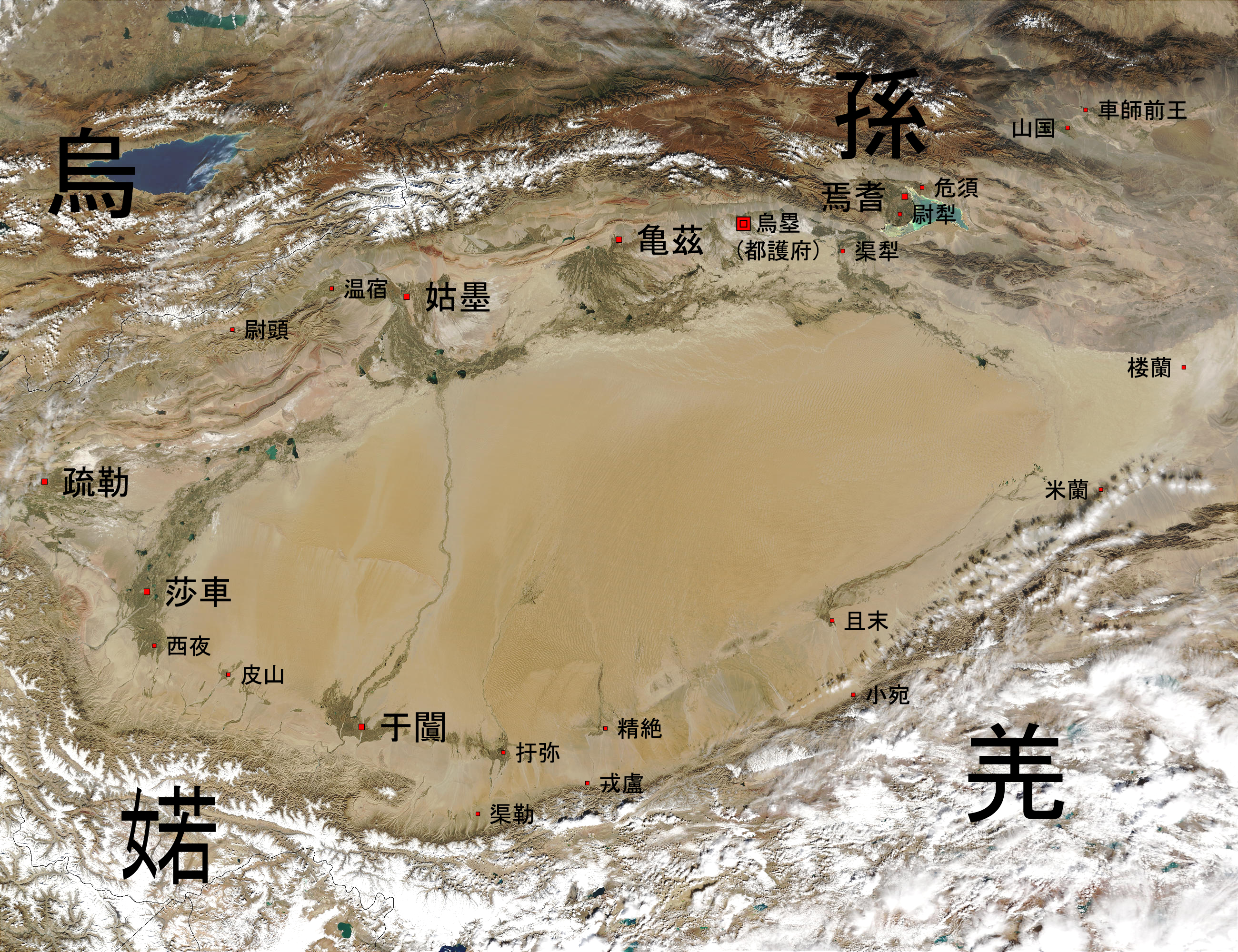
公元前1世纪，塔里木盆地的城市

古代中原王朝将玉门关以西的广大地域称为“西域”，而“西域”一词尤其指汉代从公元前60年开始控制的新疆塔里木盆地一带，由于当地民族众多等原因，汉朝及以后控制西域的中国政府都不得不应对当地的分离运动和反叛。但因地缘等因素影响，新疆地区即使在不被中国控制的时代与中国中原地区也有着密切的联系，这使之与中亚独立的突厥国家有着明显的不同。古突厥，也就是中国古代所称的“突厥人”，曾在中国以北的地区建立过强大的突厥汗国。最终突厥汗国分裂为东突厥和西突厥两个汗国，其中西突厥汗国继承了今新疆一带地区，7世纪西突厥汗国被中国唐朝灭亡，新疆再次直接被中国政府统治。此处的东突厥和西突厥与后世的东突厥斯坦与西突厥斯坦没有直接关系。
16世纪，东察合台汗国完成了新疆西部及周边地区的伊斯兰化和突厥化，被波斯人称为“蒙兀兒斯坦”，而新疆东部的哈密國一带则曾长期作为羁縻卫所处于中国明朝的控制下。16世纪末，一支卫拉特人从蒙古西部草原越过阿尔泰山迁入西域，随后进入哈萨克草原。1640年，准噶尔部统一了卫拉特蒙古各部，建立准噶尔汗国；1680年准噶尔击败南疆的叶尔羌汗国，统一天山南北。1757年，准噶尔汗国被清朝灭亡，新疆一带再次由中国中原政权统治。最初清朝官员仍以“西域”称呼该地区，并将天山以北的准噶尔盆地一带称呼为“准噶尔旧疆”、“准疆”、“准部”等，而将天山以南称为“回疆”、“回部”等；同时开始以“西域新疆”或“新疆”来指代今新疆的西部和南部地区，但此时的“新疆”并不是一个专有地名，清政府在云贵地区的一些新占地区也被称为“新疆”，而且它并不包括属陕甘总督管辖的今新疆东部地区，维吾尔族则一般称其生活的南疆为“六城”（آلتی شهر，Altishahr）。到乾隆年间后期，尤其是嘉庆年间以后，“新疆”越来越多的被用作固定地名，开始与内地各省相提并论，且今新疆东部也被纳入“新疆”的范围。左宗棠率军驱除入侵新疆的阿古柏后，新疆在1884年正式建省，“西域”逐渐被寓意“故土新归”的“新疆”取代。

### “东突厥斯坦”的诞生

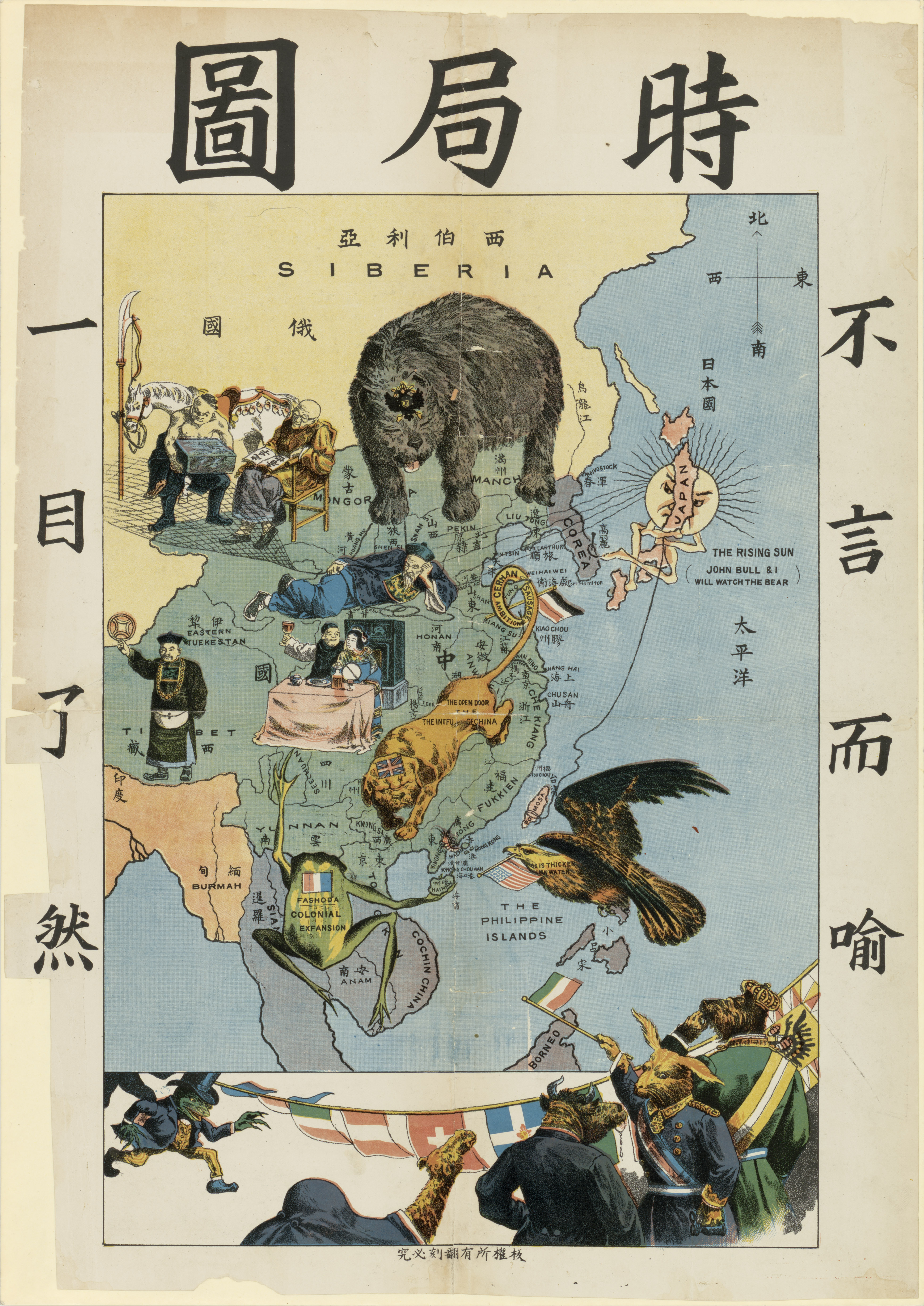
晚清时事漫画《时局图》，在新疆处用英语标明「东突厥斯坦」

“东突厥斯坦”这一地名称谓源自于“突厥斯坦”，指广义上的突厥斯坦地区的东部。“突厥斯坦”一名是源自伊朗语支，意为“突厥人所居之地”，指中亚地区使用突厥语族语言的多个民族所生活的地区。“突厥斯坦”所指的地域随时代的变迁和突厥人居住地区的迁移而不断改变，具体的地理范围在不同时期、不同文献中各有不同。约563年，突厥人在锡尔河畔击败嚈哒，进入河中地区，与当时统治伊朗的波斯萨珊王朝以阿姆河为界。已发现的最早的“突厥斯坦”一词出现在7世纪的粟特文文书中，指锡尔河与阿姆河之间的一小块地区。该词在8世纪后已被广泛使用于阿拉伯人撰写的地理学著作，但阿拉伯人灭亡萨珊王朝并占领中亚后，突厥势力被逐出河中地区，因此在9-11世纪的阿拉伯语文献中，“突厥斯坦”所指的地域也就开始向北、向东迁移，河中地区因被阿拉伯人占领而被排除在突厥斯坦以外。成书于846年的阿拉伯地理著作《道里邦国志》中写道“在突厥所有领地中，九姓乌古斯人的领地算是突厥地中最大的一块:34-35。”其所谓的“突厥地”（突厥斯坦）应是指今锡尔河以北的草原和毗邻地带。成书于982年的波斯文地理著作《世界境域志》称河中地区是“通往突厥斯坦的门户”，将葛逻禄和古斯之地称为“突厥斯坦”；13世纪波斯名著《世界征服者史》中也将“突厥斯坦”与“河中”相提并论。尽管中国古籍中一般仅仅把阿史那部人称为突厥人，但对这些阿拉伯作者来说，突厥人是指操突厥语的游牧民族，以区分于操波斯语的绿洲定居者。随着突厥联盟的崩溃以及13世纪蒙古人对中亚地区的征服，“突厥斯坦”一词不再是一个有效的地理描述，逐渐不再被使用。18世纪中叶，清朝统一新疆之后，在北京供职的两位葡萄牙籍神甫奉乾隆皇帝圣旨到新疆实地测绘地图，其测绘的多个地理方位于1776年被法国神甫钱德明以“东、西突厥斯坦”为名发表在《关于中国历史、地理等情况的报告》中，塔里木盆地开始被西方人称为“东突厥斯坦”，但19世纪初之前该词并未被广泛使用。在此前的1722年，法国巴黎出版的《帖木儿伯克史》中曾将新疆一带称为“南突厥斯坦”。
在清政府占领新疆的同时，英国和俄国的探险者开始在殖民扩张的竞争中积极探索中亚地区，对中亚各地进行非常详尽的测绘和描述，一些地名因他们的使用而广泛传播开来。从17世纪开始，俄国人一般将塔里木盆地一带称为“小布哈拉”:31-32。1824年，俄国汉学家、曾护送东正教传教团赴北京的季姆科夫斯基撰写的《1820-1821年经蒙古至中国的旅行》在圣彼得堡出版，不久翻译为法语在巴黎出版，1827年经克拉普罗特编辑后的英文版在伦敦出版，书中提出“小布哈拉”应作“中国突厥斯坦”；两年后的1829年，俄国汉学家俾丘林在圣彼得堡出版的《准噶尔和东突厥斯坦古代和现代记述》中则对“中国突厥斯坦”这一名称不以为然，认为称“东突厥斯坦”更为恰当。1865年至1868年间，俄罗斯帝国逐步吞并中亚的浩罕汗国，其间曾于1865年在塔什干设立突厥斯坦州、在1867年设立突厥斯坦总督区，“突厥斯坦”首次成为现实中的区划名称。已经占领中亚的俄罗斯显然对新疆产生了领土企图，19世纪后半叶，俄罗斯趁新疆动乱占领伊犁河谷，迫使清政府将大量领土划给俄国。1869年至1873年，格里戈里耶夫将德国地理学家卡尔·里特尔的《亚洲自然地理》翻译为俄文并增补后以《东突厥斯坦自然地理》为名交付俄罗斯帝国地理学会出版。不管俄罗斯取的新称谓是什么，中亚居民通常并不使用“突厥斯坦”来称呼他们自己的土地。不过在突厥斯坦总督区成立后，西方著作中开始将突厥斯坦区分为“俄国突厥斯坦”和“中国突厥斯坦”。尽管西方作者们也都知道新疆是中国的领土，而且该地区已经有中国名，但他们依然倾向于使用那些“强调突厥、伊斯兰或者中亚元素的名字，而非中国元素的名字”。对英国旅行家和英语材料来说，使用“Chinese Turkestan”（中国突厥斯坦）、“East Turkestan”（东突厥斯坦）、“Chinese Central Asia”（中属中亚）、“Serindia”（塞林迪亚、西域）还是“Sinkiang”（新疆）并无共识，这些词常常在描述新疆地区时交替使用。直到20世纪，当地人仍习惯用城市或绿洲的名字来称呼他们所在的地区，并根据需要对这个地名的范围进行缩放。1917年十月革命后，在原突厥斯坦总督区建立突厥斯坦苏维埃社会主义自治共和国，但为打击泛伊斯兰主义和泛突厥主义，苏联于1924年以民族识别为基础在中亚建立多个加盟共和国，并在国内取缔了“突厥斯坦”的使用，用“中亚”一词将之取代。

### 20世纪前叶的独立运动
1911年中国内地爆发辛亥革命，清朝被推翻，中华民国在1912年1月成立。原新疆巡撫袁大化逃離新疆后，其部下杨增新被众人推举为督軍。1912年6月，北京臨時政府正式任命杨增新为新疆都督。1921年，苏联在中亚民族识别过程中将维吾尔族正式定义为来自中国突厥斯坦的定居突厥人。1930年代，新疆爆发了多起由回族人领导的反对杨增新继任者金树仁的叛乱。“东突厥斯坦”成为操突厥语族语言、信仰伊斯兰教的反叛者反对中国当局统治的战斗口号。1933年11月12日，维吾尔族分离主义者在喀什建立了短命的东突厥斯坦伊斯兰共和国，使用了“东突厥斯坦”一名来宣告其脱离中国独立，为这个旧时的地理概念赋予了政治内涵。仅几个月后的1934年2月，东突厥斯坦伊斯兰共和国就在西北青海馬家軍军阀马仲英的进攻下宣布解散。
1933年，盛世才发动政变驱逐金树仁，并成为新疆的军政领导人，并依靠苏联的支持，最終平息全省境內的叛亂勢力。1942年，盛世才转而与南京国民政府合作，苏联开始积极扶植遭盛世才压迫的新疆各少数民族人士，组织各种武装及政治组织。1944年9月，盛世才因试图再度投靠苏联斯大林而被国民政府调离新疆。他的调离使新疆暂时出现权力真空，新疆北部爆发了多个起义。11月7日，起义部队开始攻打伊犁的首府伊宁，不久即取得胜利。11月12日，伊犁解放组织在伊宁成立東突厥斯坦共和國临时政府。伊宁沦陷后，极端民族主义者对当地汉族民众进行了大规模的屠杀，造成极其惨重的伤亡后才被临时政府制止。面对东突政权的反汉政策及对异教徒或者卡菲尔的抵制，迪化的国民政府当局通过中国自古以来对新疆的统治来为自己的主权辩护。而作为回应，苏联历史学家则通过修改历史来帮助东突政权证明自己的主权主张，例如声称维吾尔族是曾为世界文明做出贡献的“最古老的突厥人”，尽管学界传统上将中亚国家经历伊斯兰黄金时代时的新疆地区视为“文化死水”。同样受到东突政权欢迎的英美两国驻当地领事也各自发表了关于当地历史的著作。苏联为支持东突厥斯坦共和国政权而发表的维吾尔族历史著作成为后来维吾尔族民族主义出版物的基础。
1945年8月14日，中華民國与苏联簽訂《中苏友好同盟条约》之后，苏联受到条约的压力而停止支持三区革命。9月，三区政府在民族军进攻阿克苏受挫后开始与国民政府和谈。1946年6月27日，东突厥斯坦共和国临时政府解散，改组为伊犁专区参议会。1946年6月，第二次国共内战全面爆发。1946年12月，阿合買提江·哈斯木和阿巴索夫等“三区”方面人员作为新疆代表，到南京参加了制宪国民大会。会议期间，三区方面开始与中国共产党方面直接接触，请求中国共产党将东突厥斯坦人民革命党接受为自己的下属组织，并由中共中央派干部去领导工作。中共中央仅同意与新疆共产主义者同盟先建立友谊关系，并未答应充当后者的领导。1948年8月1日，民主革命党和新疆民主青年团合并成立新疆保卫和平民主同盟（以下简称“新盟”）。新盟从自己的名称上就批判并抛弃了泛伊斯兰主义、泛突厥主义，采用“新疆”这一称谓，摒弃了“东突厥斯坦”的称号。新盟主席阿合买提江·哈斯木后来在《国际形势与新盟》一文中所强凋说：“虽然按言论自由精神，我省的地理名称可以随意称呼，但在政治上、程序上必须称之为新疆，这在新盟组建会议上已作了专门规定，我们采用了‘新疆保卫和平民主同盟’。”

### 20世纪中叶的情况
1949年9月26日，時任新疆省政府主席包尔汉·沙希迪正式通电投共，将省政府改组成新疆省临时人民政府，暂时维持全省政务，听候中共中央的命令。10月1日，中华人民共和国成立。10月12日，中共中央决定成立中共中央新疆分局，以王震为书记，由于部队正在进军新疆途中，新疆分局未组建工作机构和开展工作。11月7日，王震、徐立清等人到达迪化后，新疆分局正式组建成立。12月，成立新疆省人民政府和新疆军区。12月29日，驻新疆的中華民國國軍新疆警备司令部及其所属起义部队改编为中国人民解放军第二十二兵团，新疆和平解放。1955年10月1日，新疆维吾尔自治区成立，将整个新疆设立为“维吾尔自治区”，远超出了维吾尔族的传统聚居地区。最初中苏两国关系友善时，苏联限制了它过去开展的维吾尔族研究项目，但1960年代中苏交恶之后，维吾尔族研究项目又成为苏联反华意识形态战争的一部分。“东突厥斯坦”一词开始广泛应用于苏联的学术著作中，但在定义上，它有时仅指天山以南的塔里木盆地，天山以北称准噶尔。例如苏联共产党的维吾尔历史学家图尔逊·拉希莫夫在其1981年出版的《中华人民共和国非汉族人民的命运》一书中就将“东突厥斯坦”和“准噶尔”并列，同时他偶尔也把“东突厥斯坦”和“新疆”等同使用。1960年代和1970年代的文化大革命和反对“地方民族主义”的运动中，中国政府将“东突厥斯坦”一词与维吾尔分离主义及“外国敌对势力”联系在一起并禁止使用。

### 20世纪末兴起的独立运动
1991年苏联解体后，受全球伊斯兰主义和泛突厥主义兴起的影响，新疆再度滋生分离主义情绪，并且受宗教极端主义和国际恐怖主义影响，转向以恐怖暴力为主要手段的分裂破坏活动，导致了多起暴力恐怖主义事件，仅1990年至2001年间就造成了162人死亡。2001年，中国政府开始禁止官方媒体使用“维吾尔斯坦”和“东突厥斯坦”两个词语，作为911事件后向世界公开新疆暴恐活动的一部分，并请求国际社会协助打击东突厥斯坦恐怖分子的一种呼吁。

## 中文译名
1602年，意大利传教士利玛窦在北京绘制《坤舆万国全图》，将突厥斯坦译写为“土儿客私堂”，位于北纬50度至60度之间，阴山等山脉以北。1623年，艾儒略所铸的《职方外纪》中则将突厥斯坦译写为“杜尔格斯当”，同样在北纬50度至60度之间。19世纪下半叶，突厥斯坦总督区建立后，清朝官员将俄语中的（突厥斯坦）译为“土耳机斯坦”，随着现代国家土耳其的建立，突厥斯坦的中文称谓逐渐演变为“土耳其斯坦”，与“土耳其”的概念产生混淆。为避免误会，中共中央编译局曾创造了“土尔克斯坦”一词，但并未被重视，“土耳其斯坦”和“东土耳其斯坦”仍被广泛应用于中文报刊和书籍。向达翻译的《斯坦因西域考古记》，梁实秋主编的《远东英汉大辞典》，1965年版的《英华大辞典》，1977年台湾维新书局出版的《中国地名辞典》，1984年文史资料出版社出版的《新疆五十年》等著作、辞典都使用了“土耳其斯坦”和“东土耳其斯坦”作为译名。
《翻译通讯》1985年第11期曾指出将“East Turkestan”译为“东土耳其斯坦”是错误的，1986年敦煌研究院张德明发表反驳文章《译名“东土耳其斯坦”并非“大错”》认为将“土耳其斯坦”的东部称为“东土耳其斯坦”并无错误。卡得尔·艾克拜尔等学者则指出“土耳其斯坦”本身就是错误的译名，无论是俄语、英语还是汉语中，“土耳其”与“突厥”都是两个截然不同的概念，“Turkestan”是由“Turk”（突厥）和“estan”（斯坦）构成，此处“突厥”是突厥语各民族的统称，不可翻译为指“安纳托利亚突厥人”或者“奥斯曼土耳其人”的“土耳其”。经过多名学者的呼吁，最终“突厥斯坦”被确定为正确翻译，同理的还有原本译为“大土耳其主义”的“泛突厥主义”。不过在台湾，“土耳其斯坦”和“东土耳其斯坦”两个译称仍被广泛使用。

## 外部連結
- 蘋果日報-絲綢路上「獨立」夢起夢滅